# 洪暄
洪暄，字調五，福建金門人，為鄭成功的部將，忠振伯洪旭之弟，任澎湖游擊。
永曆十五年（1661年）鄭成功東征臺灣，因洪暄熟悉臺灣水道，遂由其引大軍進鹿耳門，避開荷軍炮火，令全軍安全無損，功不可沒。